# 荒木幸雄
荒木幸雄（1928年3月10日－1945年5月27日）是第二次世界大战期间的一位大日本帝國陸軍飞行员。荒木幸雄隶属于第72振武队，执行神风特攻任务，1945年5月27日，沖繩島戰役期间，荒木幸雄驾驶满载炸弹的九九式攻擊機撞击美海军驱逐舰布雷恩号。据推测，荒木幸雄和另一位特攻机飞行员都撞上了布雷恩号，造成布雷恩号66名舰员死亡。當時17岁的荒木幸雄属于神风特攻队飞行员中年龄最小的一批。